# Хакамада, Ирина Муцуовна
Ири́на Муцу́овна Хакама́да (род. 13 апреля 1955, Москва, СССР) — советский и российский экономист, политический и государственный деятель, журналист, публицист, писательница, теле- и радиоведущая. Кандидат экономических наук.
Депутат Государственной думы I, II и III созывов (1993—1997; 1999—2003), сопредседатель политической партии «Союз правых сил» (2001—2004), кандидат в президенты Российской Федерации (2004), член Совета при президенте России по вопросам развития гражданского общества и прав человека (2012—2018). Номинант Нобелевской премии Мира (2005).

## Личная жизнь и семья

### Происхождение
- Отец — Муцуо Хакамада (1912—1991) — японский коммунист, родился в традиционной японской семье, происходящей из самурайского рода с севера Японии. Прадед и дед вынуждены были продать всё хозяйство. Во время революции Мэйдзи вся земля была национализирована, и её нужно было выкупать, средств не оказалось. Муцуо пытался заняться сельским хозяйством, выращивал быков, но разорился. За эти тяжёлые годы и стал коммунистом, попал в СССР во время советско-японской войны, сдавшись в плен, сидел в тюрьме как военнопленный. После войны остался в Хабаровске, учил русский язык у Нины Иосифовны Синельниковой, которая там жила и впоследствии стала его женой, когда его японская жена умерла. В 1953 году его перевели на работу в Москву переводчиком в японскую редакцию Радиокомитета. Когда ему исполнилось 69 лет, он развёлся с матерью Ирины и снова женился. Увлекался подводной охотой. После смерти его кремировали и часть праха похоронили на родовом кладбище под Иокогамой, там есть семейный храм, брат Ирины и все её японские родственники участвовали в его строительстве. Брат сделал очень дорогой памятник на могиле отца[9]. Дядя — Сатоми Хакамада (1904—1990) — был членом политбюро японской компартии, сидел в тюрьме, так как он с товарищем, допрашивая полицейского агента (проникшего в партию шпиона), нанёс ему увечья, приведшие к смерти, был приговорён к 13 годам каторжных работ[9]. У Ирины Хакамады от первого брака отца есть брат Сигэки (учёный, профессор токийского университета Аояма, советолог) и сестра Сиоко[9].
- Мать — Нина Иосифовна (урождённая Синельникова, по второму мужу — Хакамада), родилась в 1923 году, работала учительницей английского языка, от первого брака у неё есть дочь Любовь[9].

### Личная жизнь
- Первый раз была замужем за Валерием Котляровым.
  - От брака есть сын Даниил[10] Валерьевич Котляров, родился в 1978 году. Женат, есть трое детей (внуки Ирины), вместе с семьей живёт в Гонконге.
- Второй раз была замужем за предпринимателем Сергеем Злобиным.
- Третий раз была замужем за бывшим президентом инвестиционной компании «РИНАКО» Дмитрием Николаевичем Сухиненко.
- Четвёртый муж — финансовый консультант, с 2017 года управляющий директор образовательной платформы для изучения и практики иностранного языка LinguaLeo Владимир Евгеньевич Сиротинский (15 марта 1956 — 15 сентября 2021)[11].
  - Дочь Мария Владимировна Сиротинская родилась в 1997 году с синдромом Дауна. В 2004 году у неё был обнаружен лейкоз, однако врачи смогли вылечить девочку, так как недуг был выявлен на ранней стадии[12].

## Образование
Российская активистка, общественный деятель Ирина Хакамада родилась 13 апреля 1955 года в Москве.
Окончила факультет экономики и права Университета дружбы народов им. Патриса Лумумбы в 1978 году.
В 1984 на экономическом факультете Московского государственного университета им. М. В. Ломоносова защитила диссертацию на соискание учёной степени кандидата экономических наук на тему «Государственно-монополистический механизм воспроизводства товара рабочая сила».
В 1983 году получила учёное звание доцента по специальности «политическая экономия».
Владеет английским и французским языками.

## Биография

### Преподавательская деятельность
1980 — младший научный сотрудник НИИ Госплана РСФСР.
До начала 1990-х занималась научной и преподавательской работой (ВТУЗ при Автозаводе имени Лихачёва). Была одним из руководителей кооператива «Системы + программы», директором Информационно-аналитического центра, главным экспертом и членом биржевого совета Российской товарно-сырьевой биржи (РТСБ).

### Политическая деятельность
В 1984—1989 годах — член КПСС.
В 1992—1994 годах — генеральный секретарь «Партии экономической свободы».
В 1993—1995 годах — депутат Государственной думы I созыва, избранная по одномандатному округу. Входила во фракцию «Союз 12 декабря». Была членом комитета думы по экономической политике, входила в думскую делегацию в Парламентской ассамблее Совета Европы. В 1994 г. учредила и возглавила Либеральный женский фонд.
1995—1999 годы — председатель общественного движения «Общее дело», переизбрана депутатом Государственной думы II-го созыва. Входила в депутатскую группу «Российские регионы». В 1997 году постановлением Правительства РФ назначена председателем Государственного комитета Российской Федерации по поддержке и развитию малого предпринимательства. Была членом комиссии Правительства России по оперативным вопросам, членом комиссии правительства России по экономической реформе, председателем консультативного совета по поддержке и развитию малого предпринимательства в государствах — участниках СНГ.
1999—2003 год — сопредседатель политической партии «Союз правых сил» (СПС), переизбрана депутатом Государственную думу III созыва по Восточному избирательному округу Санкт-Петербурга, заместитель председателя Государственной думы, председатель Государственного комитета РФ по поддержке и развитию малого предпринимательства, член фракции «Союз правых сил».
В 2003 году Ирина Хакамада не смогла пройти в Госдуму IV созыва по одномандатному округу, по партийному списку «Союз правых сил» не смог преодолеть избирательного барьера.
С 2004 года председатель Российской демократической партии «Наш выбор», реорганизованной в Межрегиональный общественный фонд социальной солидарности «Наш выбор» — вошедшую в политическую партию «Российский народно-демократический союз» (РНДС). В 2008 году вышла из партии по собственному желанию, объяснив прекращение своей политической деятельности.
27 октября 2012 года присутствовала на съезде политической партии «Гражданская платформа», заявив о готовности сотрудничать с ней.
В 2016 году вошла в члены Совета политической партии «Партия Роста». Принимала участие в выборах в Госдуму VII созыва как кандидат в депутаты от «Партии Роста», в первой части регионального списка Москвы. «Партия Роста» набрала 1,11 % голосов избирателей и не смогла пройти в парламент.

#### Президентские выборы (2004)
30 декабря 2003 года Ирина Хакамада заявила о намерении выдвинуть свою кандидатуру на выборах президента России. Она обратилась к россиянам с открытым письмом, в котором обвинила президента Владимира Путина в намеренном применении смертоносного газа во время штурма спецназом Театрального центра на Дубровке в октябре 2002 года, и заявила, что идёт на выборы, чтобы раскрыть россиянам правду о других преступлениях властей. На поддержку она призвала обе демократические партии — «Яблоко» и «Союз правых сил».
В январе съезд СПС принял решение о свободном голосовании членов партии на президентских выборах, несмотря на то, что на голосование был поставлен вопрос о том, должны ли они поддержать кандидатуру Ирины Хакамады. Из 137 делегатов только 61 высказался за её поддержку. В итоге по вопросу участия в президентских выборах 2004 года «верхушка» СПС раскололась на три группы: Анатолий Чубайс и Сергей Кириенко полагали, что партии не следует своим поведением излишне раздражать власть, Борис Немцов обратился с призывом бойкотировать выборы, третья же сила — Ирина Хакамада, решившая идти на выборы самостоятельно, занялась сбором подписей, необходимых для регистрации в ЦИК. Большее количество региональных штабов было создано при помощи членов «Союза правых сил».
Избирательный штаб кандидата на пост президента России Ирины Хакамады возглавила Марина Литвинович, ранее работавшая с «Союзом правых сил», Кириенко, Владимиром Путиным и Ходорковским. Предвыборная программа носила название «Современным людям — современная власть». Среди всех средств массовой информации (как телевизионных, так и печатных) только малый процент дал новости об объявлении кампании Хакамады.
В конце января 2004 года сообщила о том, что всего в её поддержку удалось собрать более 4 миллионов голосов, переданных в ЦИК.
В начале предвыборной кампании Хакамада совершила двухдневный визит в Вашингтон по приглашению конгрессмена-республиканца Кристофера Кокса, одного из экспертов по России в Конгрессе США, там она встретилась с членами Палаты представителей и Сената и имела неформальную встречу с советником президента Буша по национальной безопасности Кондолизой Райс.
В феврале был создан общественный совет по поддержке на выборах Ирины Хакамады, в него вошли Фазиль Искандер, Инна Чурикова, Любовь Полищук, Олег Басилашвили, Наталья Андрейченко, Марк Розовский, Андрей Макаревич, Андрей Бильжо и другие. Деятели культуры самостоятельно предлагали любую поддержку кампании, были запланированы встречи артистов и писателей с избирателями в регионах. О своей поддержке заявляли также экономист Евгений Ясин и депутат Государственной думы от партии «Яблоко» Галина Хованская. В предвыборных телевизионных роликах фигурировали Понаровская, Русланова и Джигурда.
В процессе кампании Хакамада резко критиковала действующую власть и нарочито не обращала внимания на остальных соперников по предвыборной гонке, выделяя как своего главного соперника, одного Владимира Путина. Она говорила о засилии бюрократии и коррупции, о необходимости прекратить войну в Чечне и наладить диалог с бизнесом, уточняя, что она не собирается стать президентом, а «идёт, чтобы объединённый голос людей был услышан властью и потом был переплавлен в серьёзный демократический проект». Несмотря на то, что Владимир Путин отказался от участия в публичных дебатах, кандидат нашла способ с ним подискутировать — был запущен сайт putin.hakamada.ru, где было две колонки: в левой были высказывания действующего президента по различным проблемам российской действительности, справа — мнение по тем же вопросам Ирины Хакамады, а посетители страницы могли поддержать более близкие им высказывания, нажав на соответствующую кнопку.
Избирательная кампания Хакамады проводилась при существенном противодействии самых разных сил. Например, ей было запрещено размещать агитационные плакаты в центре Москвы, а разрешено только на окраинах города (аналогично для неё складывалась ситуация и в других крупных городах России, в частности в Екатеринбурге). А с 17 февраля 2004 года федеральные телеканалы начали транслировать ролики «Что такое президент России?». В этом ролике использованы детские рисунки, на которых президент изображён мужчиной.
В финансировании её предвыборной кампании участвовал один из основных акционеров НК «ЮКОС» Леонид Невзлин. Также о своей готовности поддержать Хакамаду на выборах материально заявлял Борис Березовский. Однако после того как Генпрокуратура объявила Невзлина в международный розыск, в предвыборный фонд деньги вносил только муж-бизнесмен.
Хакамада заняла 4-е место и набрала 3,84 % или 2,67 млн голосов. Это лучший результат кандидата-женщины на всех президентских выборах в России. Также она заняла второе место в Москве с 8,17 % голосов и вторые места в Израиле, Канаде, Польше, США, Финляндии и ФРГ с количеством голосов от 10 % до 24 %.
В конце марта 2004 года Ирина Хакамада вышла из СПС, согласовав это с руководством партии, и подала в Министерство юстиции заявку на регистрацию новой партии.
В 2005 году заявила, что главной ошибкой СПС на всех последних выборах был уклон именно на правый либерализм. Сама же Хакамада решила объединить всех демократов среди российских избирателей, включив в свою предвыборную программу как правые, так и левые идеи.

### Общественная деятельность
С 2012 по 2018 год — член Совета при президенте России по вопросам развития гражданского общества и прав человека.
Была членом Общественного совета при Министерстве обороны Российской Федерации.

### Депутат Госдумы
В 1995 году журналом «Тайм» была названа политиком XXI века в числе 100 известных женщин мира. По результатам социологических опросов в 1997—1999, 2001—2005 гг. названа женщиной года, в 1999 и 2002 году победила в этой номинации. В 2005 году номинировалась на Нобелевскую премию Мира в числе тысячи женщин планеты.
В 2001 году лауреат Национальной премии общественного признания достижений женщин «Олимпия» Российской Академии бизнеса и предпринимательства
В 2002 году — участник 57-й сессии Генеральной Ассамблеи ООН.
В октябре 2002 года Хакамада вместе с Иосифом Кобзоном принимала участие в переговорах с вооружёнными террористами в Москве и вывела из захваченного Театрального центра на Дубровке четверых заложников, включая троих детей.

### Образовательная деятельность

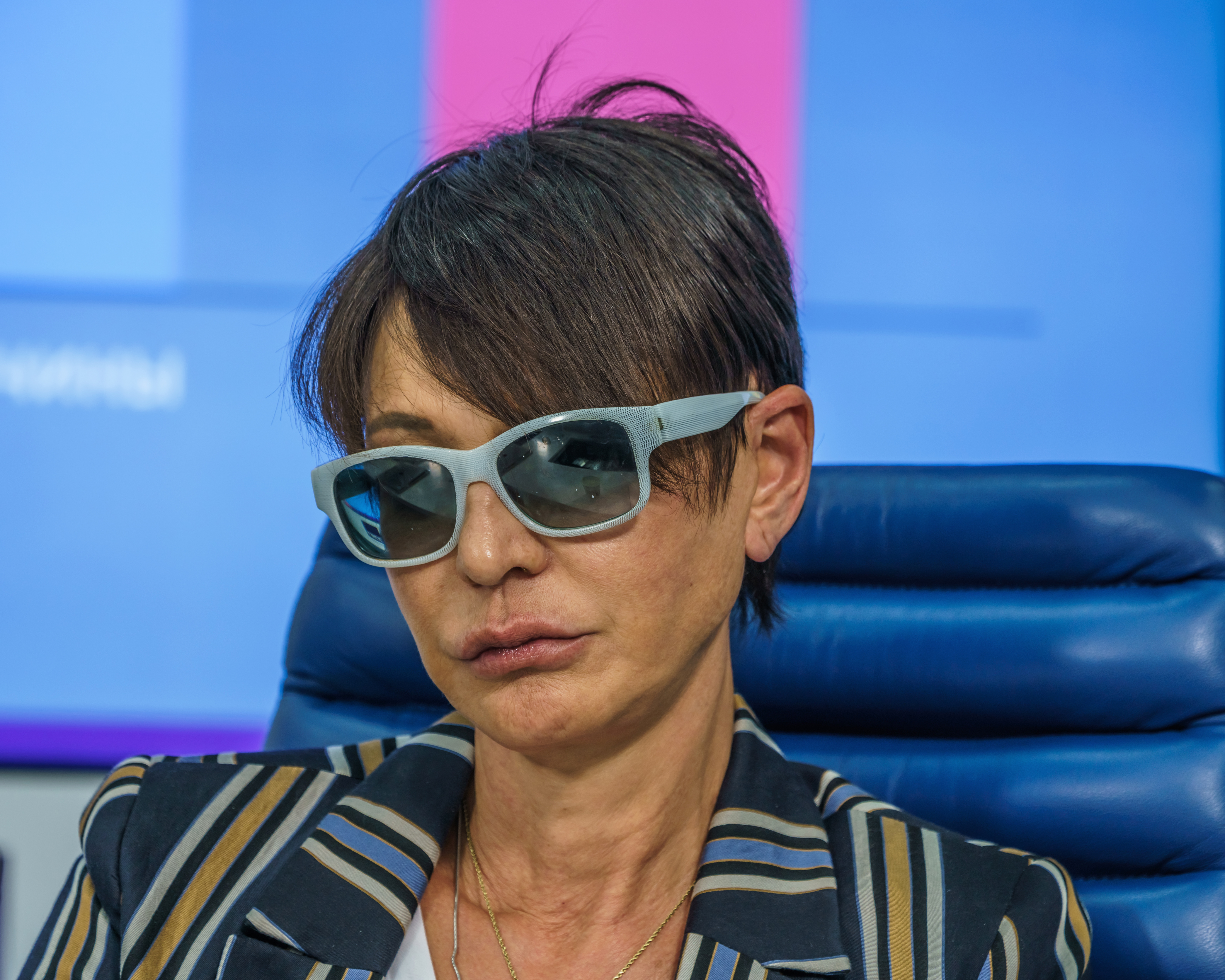
Хакамада в 2019 году

В настоящее время активно работает над своими книгами. В 2006 году выпустила книгу «SEX в большой политике». В 2007 году выпустила любовный политический роман «ЛЮБОВЬ. ВНЕ ИГРЫ. История одного политического самоубийства», по мотивам которого планирует снять полнометражный художественный фильм и стать его режиссёром. По этому роману написала пьесу «Заключение».
Читает мастер-классы о том, как в современной России быть успешным, оставаясь свободным человеком. Преподаёт в МГИМО, тренинговой компании «Сити-класс», Международной бизнес школе Финансовой Академии при Правительстве РФ, читает видеокурсы в СГА и MBS. В 2008 году по материалам мастер-классов выпустила книгу «SUCCESS в большом городе». Ведёт одноимённую передачу на телеканале «Парк развлечений». Вела радиопрограмму «Интеллектуальное айкидо» на Русской Службе Новостей, в данный момент ведёт передачу «Высокое напряжение». Является вдохновителем создания коллекции одежды марки «ХакаМа» совместно с модельером Леной Макашовой.

### Общественная позиция
В 1998 году Хакамада в программе «Взгляд» заявила о необходимости закрытия огромного (по её мнению) количества шахт, а шахтёрам — «найти себе другие методы получения заработков и рабочих мест, например, идти в лес и собирать грибы и ягоды».

#### Крым
17 апреля 2014 года на пресс-конференции Владимира Путина, транслируемой телеканалом Россия-24, она заявила, что крымчане всегда хотели быть с Россией вне зависимости от того, полем каких политических противостояний была Россия, а сам референдум назвала «спецоперацией без единого выстрела». 25 апреля в интервью программе «2014» на радио «Эхо Москвы» Хакамада назвала «присоединение Крыма к Российской Федерации» аннексией, заявив об «отнятии у Украины полуострова Россией» и объяснив это «попытками российских властей консолидировать нацию», но констатировала, что после референдума рейтинг президента России в социологических опросах значительно вырос. В ещё одном интервью Хакамада заявила, что Украина не согласилась бы на признание Крыма российским даже в случае, если был бы проведён ещё один легитимный референдум, на котором большинство крымчан высказались бы за поддержку России. Вследствие этого Хакамада предложила выплатить Украине контрибуцию в обмен на пересмотр границ. Из-за этих слов в январе 2020 года Хакамаду не пустили в Киев на бизнес-форум, а организаторы форума вспомнили и пресс-конференцию Путина.

## Фильмография
| Год  |   | Название                             | Роль                          |
| ---- | - | ------------------------------------ | ----------------------------- |
| 1991 | ф | Гений                                | камео                         |
| 1999 | ф | Д. Д. Д. Досье детектива Дубровского | Лена                          |
| 2011 | ф | Мой парень — ангел                   | кинорежиссёр                  |
| 2011 | с | Краткий курс счастливой жизни        | Вера Родинка, голос за кадром |
| 2013 | ф | Метель                               | высокопоставленное лицо       |
| 2018 | ф | Черновик                             | Ирина, политик (камео)        |

Также снялась в мульт-клипе Ю.Шевчука «Луч солнца золотого» («Солнце взойдёт») (2008).